# 囊腫性纖維化
囊肿性纤维化（英語：cystic fibrosis，缩写作 ），亦稱為囊腫性纖維變性、囊腫纖維症、纖維性囊腫或囊纖維變性，是一种遺傳疾病，此病症最常影響肺臟，但也常發生於胰臟、肝臟、腎臟，以及腸。長期影響包含肺部感染所導致的呼吸困難以及積痰，其他可能的症狀包括鼻竇炎、發育不良、油便、手腳指甲杵狀膨大、男性不孕，以及其他症狀。每個人的症狀不盡相同。

囊腫性纖維化為體染色體隱性遺傳疾病，发生突变的结果在230 kb的基因，基因位于染色体7q31，要在兩條囊性纖維化跨膜調節器（CFTR）等位基因的突變時才會發病。只有一個突變基因的人是帶因者（carriers），通常沒有任何顯著症狀。CFTR與汗液、消化液、體液和黏液分泌有關。當CFTR失去功能時，原先分泌較少的位置分泌量會增加。診斷方面可利用發汗試驗和基因檢測進行，有些地區會對此疾病進行新生兒篩檢。

目前尚無可治癒囊腫性纖維化的療法，若是肺部感染，則多以抗生素進行治療，給予方法可分為靜脈注射、吸入器或口服，有時會長期使用像阿奇霉素之類的長效型抗生素，噴霧吸入型的有高張食鹽水和沙丁胺醇也非常有效。如果肺部功能持續惡化，則優先考慮進行肺移植。胰脂肪酶以及脂溶性維生素的支持療法對於年輕患者來說是相當重要的，許多病患使用像是胸腔物理治療的呼吸道清除技術來對抗囊腫性纖維化，然而目前仍沒有足夠的證據支持療效。在已開發國家，囊腫性纖維化的患者平均壽命約在42到50歲，有80%的肺疾患者是因為囊腫性纖維化而死亡。

囊腫性纖維化常見於擁有北歐血統的人，約每2500位新生兒中就有1人患病大約25人裡會有1人為帶因者，阿什肯納茲猶太人也常出現這類的疾病。而在非裔與亞裔人口中較為罕見。本疾病最早的紀錄可以追溯至1595年，但一直到1938年，桃樂絲·安得森才首次將囊腫性纖維化定義為一種疾病。1989年時由分子遺傳學家徐立之教授成功發現囊胞狀纖維症的病因。囊腫性纖維化的英文cystic fibrosis講述的是發生在胰臟的纖維化與囊腫。

## 症狀
囊腫性纖維化症的症狀可以因為患者的年齡、體內器官受影響的程度、以前的治療以及被其他不同病症感染而有差異。總而言之，囊腫性纖維化有全身性的影響，其中包括成長方面、呼吸方面、消化系統方面、以及性器官方面。帶有囊腫性纖維化症的新生兒會有緩慢的成長率以及腸阻塞的問題，隨著患者的成長，其他症狀隨之出現，其中包括長期性的發育不良、頻繁的肺部感染、消化吸收的困難、以及導致不孕症。

### 肺部及呼吸道感染

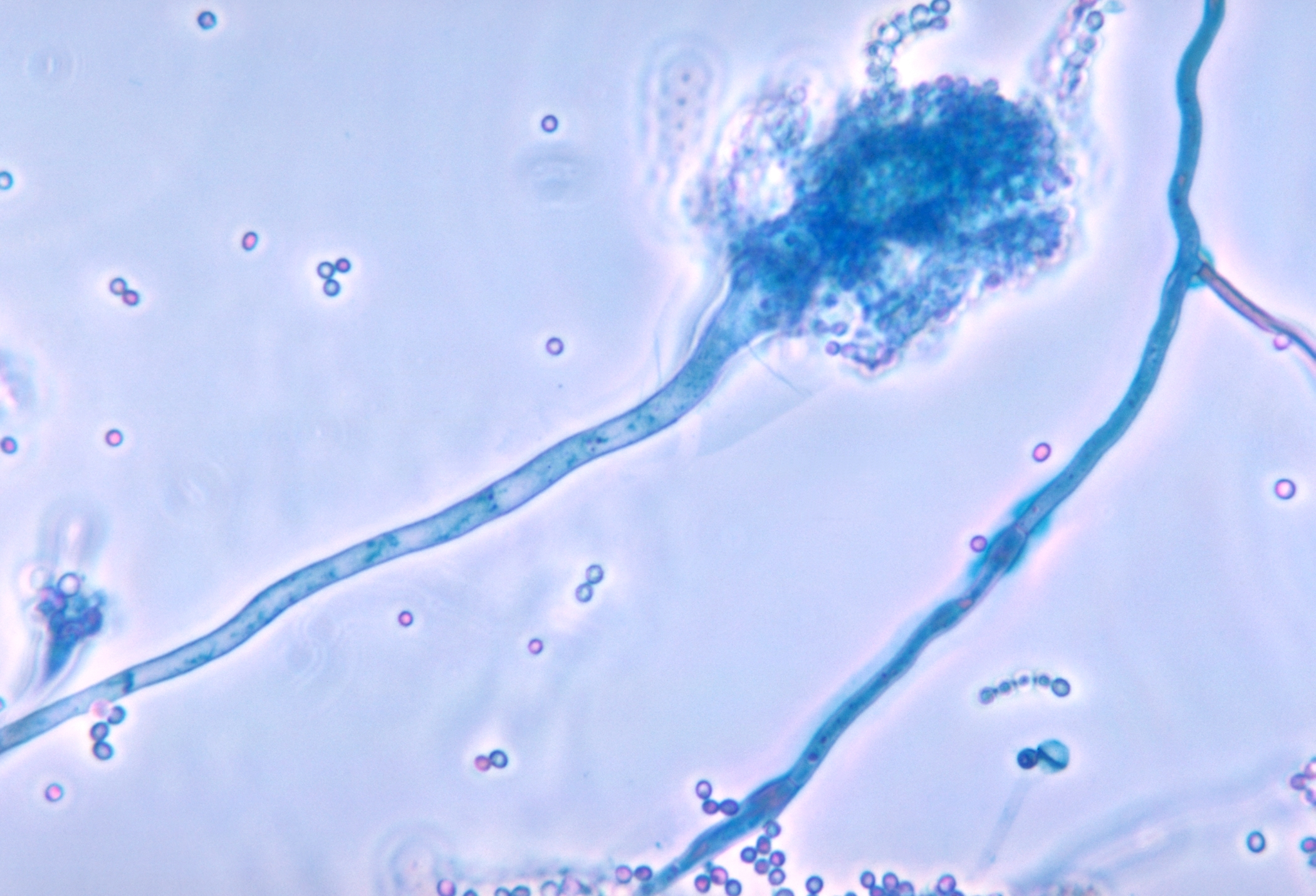
Aspergillus fumigatus是一種在囊腫性纖維化患者的肺部常見的黴菌，常造成患者情況轉壞。

囊腫性纖維化所產生的濃稠黏液會阻塞細小的氣管，這些粘液在肺部成为细菌繁殖的场所，使得肺部反复受感染發炎而導致肺部組織的變化。早期的症狀包括不斷的咳嗽、大量的咳痰、以及運動量的減少都很常見。到了後期時，肺部組織的變化導致長期的呼吸困難。

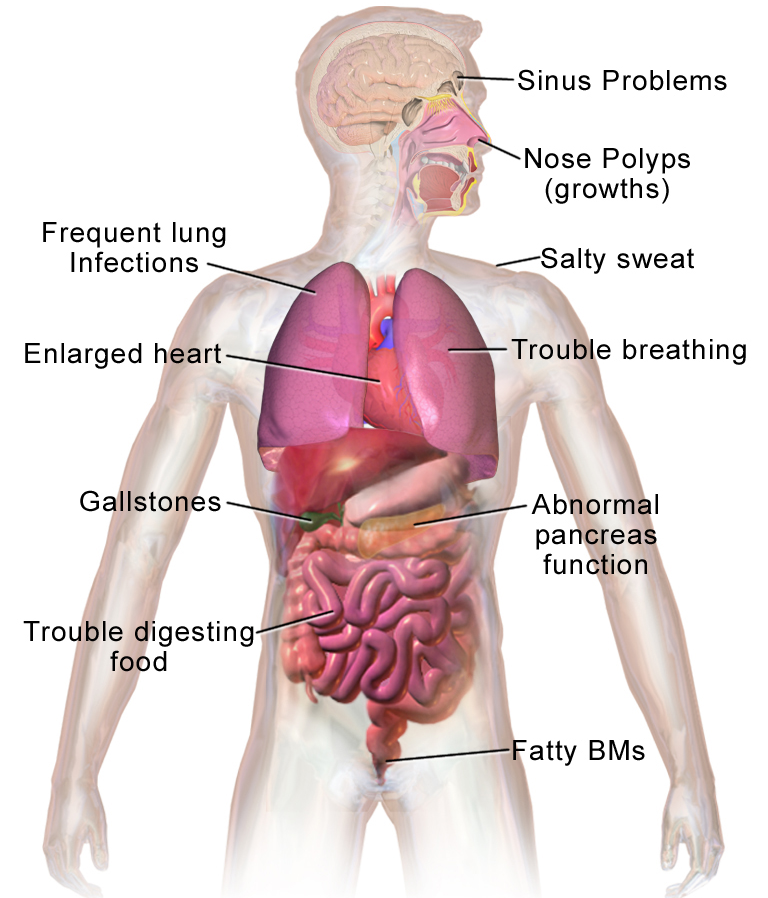
囊性纖維化症狀：鼻竇問題、鼻息肉、鹹汗、呼吸困難、胰臟功能異常、脂肪性腸蠕動、頻繁肺部感染、心臟腫大、膽結石、消化食物困難

其他症狀包括咳血（hemoptysis）、支氣管擴張（bronchiectasis）、肺血管高血壓（pulmonary hypertension）、心臟衰竭、循環系統運送氧氣效率的減低、以及呼吸器官的衰竭。早期最常见的细菌感染源为金黄色葡萄球菌 （Staphylococcus aureus) 和流感嗜血桿菌 (Haemophilus influenzae); 綠膿桿菌(Pseudomonas aeruginosa)和洋葱伯克氏菌(Burkholderia cepacia)次之。 除了細菌感染之外，患者常會產生其他與肺部有關的症狀，其中包括過敏性支氣管肺麴菌症（allergic bronchopulmonary aspergillosis），這是一種患者身體對一種常見的黴菌煙麴黴（Aspergillus fumigatus）產生不良反應，導致嚴重的呼吸困難，另外還有鳥型分枝桿菌（mycobacterium avium complex）是一種與肺結核菌相當類似的細菌，它會對肺部組織產生更進一步的感染，而且大部分的抗生素對此種細菌都沒有效果。
鼻竇內的濃稠黏液也會阻塞鼻竇而導致感染，症狀包括臉部疼痛、發燒以及頭痛。由於長時間的反覆發炎，囊腫性纖維化患者的鼻腔內會有鼻肉增生的情況，這些鼻息肉會阻礙呼吸道進而引起呼吸困難。

### 消化道、肝臟、及胰臟方面
在診斷一個患有囊腫性纖維化的新生兒時候可以觀察其排胎便的能力，如果一個新生兒不能成功的排便的話，那就可以診斷出該嬰兒患有囊腫性纖維化。不能排出的胎便可能完全的堵住嬰兒的腸道，這種症狀有十分之一的機會會發生在患有囊腫性纖維化的新生兒的身上。由於堆積了大量的糞便，腸道穿孔也很常見，其他包括營養不良、及咳嗽時腹壓大幅增加。
除了肺臟會累積黏液之外，負責分泌胰液的胰臟同樣也會累積濃稠的分泌物。這些過於濃稠的黏液會阻擋胰臟消化液進入腸道的管道，而這些堆積在胰臟內的消化液便會引起胰臟炎，進一步的對胰臟產生難以復原的傷害。除了對胰臟產生的損害之外，消化道內也會因為缺乏胰臟的消化液而導致難以消化及吸收食物營養素，這會導致營養不良以及發育不良，許多人體需要的營養素以及維生素都無法取得，例如維生素A、D、E、及K等脂溶性維生素，除了胰臟的問題之外，患者也常會有胃食道逆流、腸套疊導致的腸道阻塞、以及便秘等，而年長的患者則可能會另有與胎兒腸道阻塞相似的大腸阻塞症。
同樣受到濃稠的消化液分泌物影響的器官還有肝臟。由肝臟分泌以幫助消化脂肪的膽汁會堵塞膽管，進而對肝臟產生損壞。長時間下來，可能會導致肝硬化使得肝臟失去去除身體內毒素以及製造重要蛋白質，例如凝血因子等，的能力。

### 內分泌疾病及成長發育方面

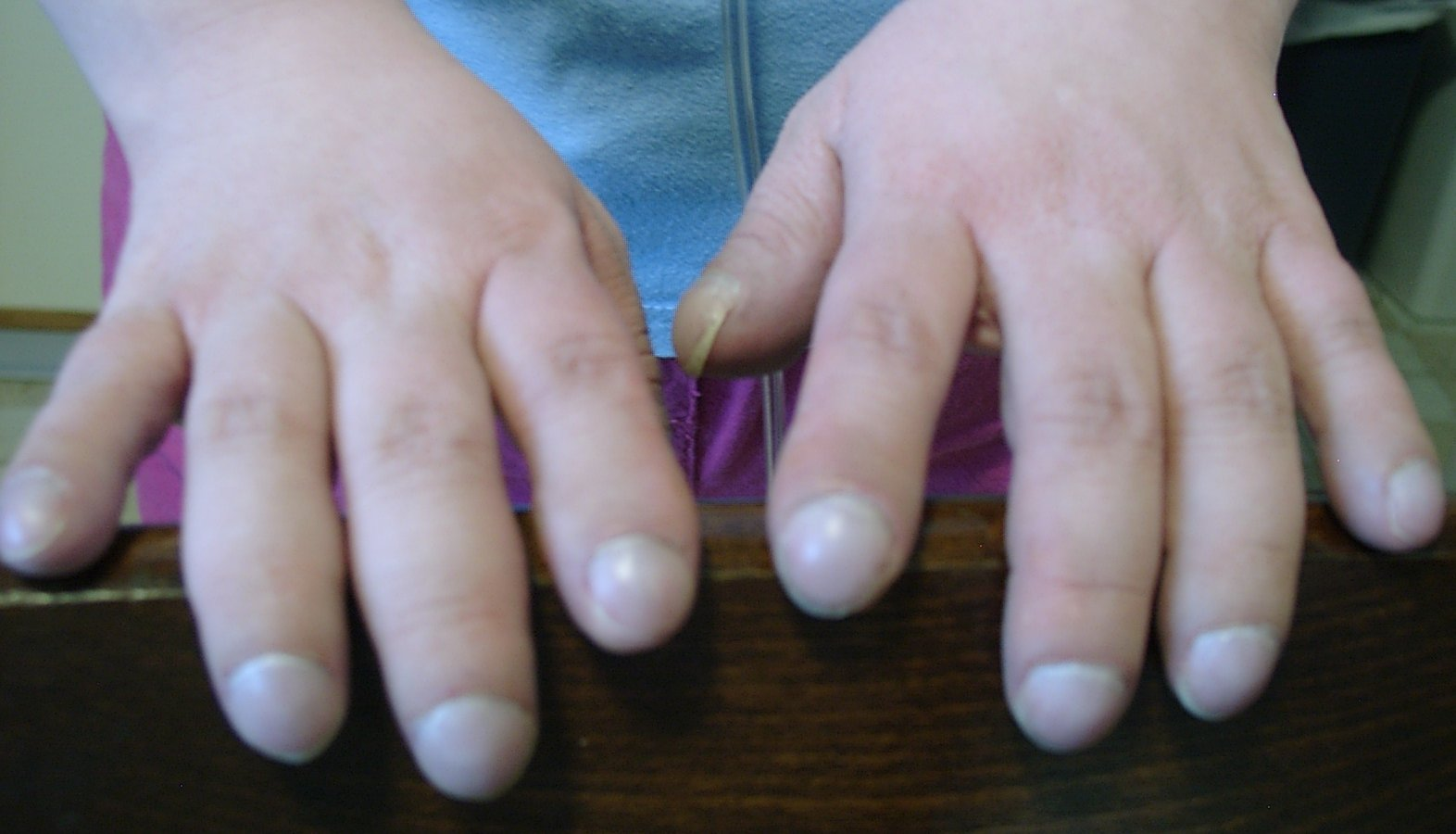
手指腫大在囊腫性纖維化的病患上常見。

當胰臟受損時，其內部負責分泌胰島素的胰島細胞也有可能會遭受損壞而死亡，進而導致糖尿病。受影響的腸道吸收能力容易導致營養不良，例如對調節骨骼發育基本營養的鈣與磷非常重要的維生素D如果吸收不良的話，可能會導致骨質疏鬆使得病患容易骨折。除此之外，在患者身上也可常見手指腳趾腫大的症狀，這是因為此慢性病的影響以及末梢骨骼長期缺氧的結果。
另一非常常見的症狀是發育不良。患此症的兒童通常會比同年齡的兒童成長緩慢許多，而通常囊腫性纖維化也是在診斷發育不良時才會被發現。此病症的許多原因都可以造成發育不良，例如長期的肺部感染、營養吸收不良、或是過快的新陳代謝率等都可能造成發育不良。

### 不孕
男性與女性都會受此病的影響而導致不孕不育，而根據統計，97%的男性患者是完全不育的，這是因為雖然男性患者是可以正常的產生精子，但是生理上卻缺少連接睾丸與外界的輸精管，所以正常且健康的精子不存在於自然射精的精液中。因此，許多因缺乏輸精管而不孕的男性在經過人工受孕的過程中可被診斷出之前未被發現的輕微囊腫性纖維化症狀。囊腫性纖維化女性患者的生育能力较男性患者受到影响更小，相当一部分女性患者仍有正常生育能力；但是囊腫性纖維化显著提高了怀孕的风险。在患有囊腫性纖維化的女性中，有20%是因為過於濃厚的子宮頸黏液而導致的不孕，因為過於濃厚的黏液會妨礙精子的前進。有時候不孕症狀也可能是由於營養不良所導致的不正常排卵或停經所產生的。

## 流行病學
囊性纖維化是歐洲人中最常見、無法治癒且縮短壽命的體染色體隱性遺傳疾病。在美國，大約有 3 萬人患有 CF； 大多數是在六個月大時被診斷出來的。 在加拿大，大約有 4,000 人患有 CF。 大約每 25 名歐洲人後裔中就有 1 人以及每 30 名美國白人中就有 1 人是 CF 突變的帶原者。 儘管CF 在這些群體中不太常見，但大約四分之一的拉丁美洲人、六十五分之一的非洲人和九十分之一的亞洲人攜帶至少一種異常CFTR 基因。愛爾蘭是世界上 CF 盛行率最高的國家，為 1353 分之一。雖然CF 是一種罕見疾病，但它被列為最普遍的縮短壽命的遺傳性疾病之一。 它在西方世界的國家中最為常見。
在亞洲，不同國家囊性纖維化的發生率估計為萬分之一到四萬分之一（1/40,750）。 在中國，這個比例可能是六萬四千分之一。 在亞洲，它常常被低估，原因有幾個：突變通常是非典型的或不同於白人，獲得汗液測試和臨床 CFTR 基因組的機會非常有限，而且醫療專業人員對於此疾病的認識普遍較低。

## 診斷、生活品質及治療
已懷孕或是準備要懷孕的夫妻可以經由檢查CFTR基因是否有突變來判斷胎兒得到囊腫性纖維化的機率，若單個或兩個夫妻測出的結果都是高危險群，那麼便再測試嬰兒的CFTR基因。
診斷囊腫性纖維化的方法包括新生兒檢驗、汗液氯鈉電解質濃度檢驗、以及基因檢驗等測試方法。目前（1997年）在美國國內，有10%的患者是在出生後馬上進行的新生兒檢驗時被診斷出患有囊腫性纖維化的病症，在這些嬰兒的體內都有一致的胰蛋白酶（Trypsin）過高的檢驗結果。由於在許多地方囊腫性纖維化的檢驗並不是例行的新生兒檢驗的一部分，因此大部分的患者都是在囊腫性纖維化的症狀出現後才就醫發現患有此病。在對非新生兒做測試時，最常用的檢驗方法是汗液檢驗法；受試者會被接上電極連接到測試儀器以及被刺激排汗，這個過程稱為離子導入法（Iontophoresis），之後測試人員會對收集到的受試者的汗液進行汗液中鈉與氯的含量測驗，而汗液中含有過高的鈉氯含量則代表該受試者患有囊腫性纖維化病症。除了汗液檢驗法之外，基因檢驗法也可以由確認CFTR基因是否有突變來診斷。
許多不同的檢測方法可以檢驗及追蹤囊腫性纖維化的併發症的發展，例如X光片及電腦斷層掃描可以用來檢查肺部是否有任何組織損壞或是感染，唾液檢驗可以得知感染的細菌種類，肺活量測試測驗肺功能，驗血可以得知肝功能、維他命缺乏症、及糖尿病，雙能量X光骨質密度儀（Dual energy X-ray absorptiometry, DEXA scans）則可以檢驗骨質疏鬆症，而糞便檢驗可以幫助診斷消化酵素缺乏症。

### 預後
由於透過篩檢進行早期診斷、更好的治療和獲得醫療保健，囊性纖維化的預後有所改善。 1959年，美國CF兒童的中位存活年齡為六個月。2010 年，女性的存活期估計為 37 年，男性的存活期為 40 年。在加拿大，中位存活期從 1982 年的 24 歲增加到 2007 年的 47.7 歲。在美國，2016 年出生的 CF 患者在專科診所接受護理後，預期壽命為 47.7 歲。
目前還沒有明確的治療CF 的方法，但可以使用多種藥物，例如粘液溶解劑、支氣管擴張劑、類固醇和抗生素，其目的分別是鬆弛粘液、擴張氣道、減少炎症和對抗肺部感染。 CFTR 調節劑以突變的 CFTR 蛋白為目標。[27][28] 迄今為止，已有一些經批准的針對特定突變的 CFTR 調節劑。近年來，出現了新類別的調製器，都算孤兒藥：Trikafta®（elexacaftor/tezacaftor/ivacaftor）
，Symdeko®（tezacaftor/ivacaftor），Orkambi®（lumacaftor/ivacaftor），Kalydeco® (ivacaftor)。

### 生活品質
慢性病可能很難控制。 CF 是一種慢性疾病，影響「消化道和呼吸道，導致全身營養不良和慢性呼吸道感染」。黏稠的分泌物阻塞肺部氣道，常引起發炎和嚴重的肺部感染。如果它受到損害，就會影響 CF 患者的生活品質以及他們完成日常家務等任務的能力。
有很多方法可以提高 CF 患者的生活品質。 促進運動以增強肺功能。 將運動計畫納入 CF 患者的日常生活中可以顯著改善生活品質。新型組合藥物可能會顯著改善生活。

## 外部連結
- 行政院衛生署國民健康局遺傳疾病諮詢服務窗口(20111216更新)
- 中的“囊腫性纖維化”
- 全球囊腫性纖維化協會（页面存档备份，存于）
- 囊腫性纖維化基金會（页面存档备份，存于）